# متحف كامبل التاريخي
متحف كامبل التاريخي هو متحفٌ للتاريخ المحلي يقعُ في كامبل، كاليفورنيا. وهو جزءٌ من مدينة الترفيه والمتنزهات في مدينة كامبل، وهو المسؤول بصفته كمؤسّسة عن الثقة العامة في القطع الأثرية والصور الفوتوغرافية والمحفوظات والمواقع التاريخية التي تملكها المدينة. ويعتبر المتحف مسؤولٌ عن المحفوظات والصور والأشياء المتعلقة بالمواقع التاريخية الخمسة في المدينة: جون كولبيتس أينسلي هاوس (بالإنجليزية: John Colpitts Ainsley House)‏ الذي يُعتبَر متحفًا تاريخيًا، مدرسة يونيون جرامر كامبل (بالإنجليزية: Campbell Union Grammar)‏ التي هي اليوم جزءًا من مكاتب ما يُعرَف في المنطقة باسمِ قرية التراث، الحي التاريخي لمدرسة كامبل يونيون الثانوية (بالإنجليزية: Campbell Union High School Historic District)‏ الذي هو اليوم جزءٌ من مركز كامبل المجتمعي، منزل جاليندو لي (بالإنجليزية: Galindo-Leigh Hous)‏، وإيرل وفيرجينيا يونغ هاوس (بالإنجليزية: Earl and Virginia Young House)‏ اللذان تحولّا لإقامة خاصّة ضمنَ إقامات خاصّة أخرى.

## التاريخ
افتُتَح المتحف في كانون الثاني/يناير 1964 كجزء من جهد نادي كامبلز كونتري للمرأة. على مر السنين، تغيَّر موقع المتحف والإشراف عليه عدة مرات. يَقعُ المتحف منذ عام 1983 في أول مبنى عام في كامبل.

## المجموعة الأثريّة
يعد متحف كامبل التاريخي مستودعًا لأكثر من 10000 عنصر مقسمة في ثلاث مجموعات: مجموعة المتحف، ومجموعة تعليمية، ومجموعة مرجعية. وهو لا يقبل التبرعات.

## المعارض
اعتبارًا من تشرين الثاني/وفمبر 2019، ضمّ متحف كامبل التاريخي أربعة معروضات أساسية. هناك ثلاثة معروضات مؤقتة ومعرض دائم واحد في المتحف. المعروضات الحالية للمتحف هي:
- أول شبكة اجتماعية
- المسيرات والمهرجانات: ربط المجتمعات
- المكونات الرئيسية
- المتجر العام (المعرض الدائم)

## التعليم
يستضيفُ متحف كامبل التاريخي، بالاشتراك مع بيت اينسلي (بالإنجليزية: Ainsley House)‏، برامج تعليمية لطلاب المرحلة الابتدائية المحلية طوال العام الدراسي. يُطلق على البرنامج التعليمي لمتحف كامبل التاريخي اسم يد على التاريخ (بالإنجليزية: Hands On History)‏. يُتيح هذا البرنامج للطلاب استكشاف تاريخ كامبل ومقاطعة سانتا كلارا من خلال أربع محطات عرض تفاعلية: المجتمع والحياة المنزلية والترفيه والعمل.

## روابط خارجية
- الموقع الرسمي